# 反烏托邦公職
《反烏托邦公職》（日语：役職ディストピアリ）是由千賀史貴所繪製的日本漫畫作品。而連載版則由千賀史貴擔任原作、漫畫家テルミソ負責作畫。由SQUARE ENIX出版，於《YOUNG GANGAN》2014年9月號開始連載，期間web版停更。2016年連載版完結後作者告知2017年web版再開，並改名為《公職物語》（役職物語）。

## 故事簡介
在這一出生就被決定好自身職業的世界中，擁有「討伐士」這一職業的人們，為了討伐第23代魔王，踏上了召集「夥伴」的旅程───…。

## 主要人物

### 接受討伐委託的討伐士
在第三章結束之後，殘存的討伐士剩下六位。
托爾薩·哥德魯修萊姆
職業:討伐士
出生:Layer_5  等級:1
可使用技能:主人公補正
初登場:web版1話
別名:「十字架的討伐士」，武器是巨劍,受命討伐第23代魔王，無法從表情上看出感情，是殘存的討伐士中唯一保持1等的人*(2017年後的版本不再只剩托爾薩一人)
原本從事演員(連載板為攝影師)的工作，之後正式聲明自己的職業是討伐士並接受討伐第23代魔王的命令，為了勝利不擇手段，但其實並不想殺任何人。為了以最少的犧牲人數來戰勝魔王，所以一直保持著1等，也因為這樣在除了使用主人公補正以外的戰鬥中自己並不會也不能參與戰鬥(不然會因為打敗了怪物而升級)。戰鬥後會把所犧牲的夥伴們的屍體拍攝下來，是為了不要讓自己忘記這些為了勝利而逝去的生命。(2017年後對於此設定的對話做了修改)
在第二章中和靜約定好不會殺她並說明為了不讓自己「判斷出需要將她殺死的時刻」所以不會和靜接吻。
在第三章成功討伐第23代魔王中的蘭蒂娜後失去了左腿和兩根手指，並表示到最終決戰時自己會「壞掉」到何種程度感到興趣。
而後與靜泡溫泉時透露自己曾結果兩次婚，第一次是因為對方懷孕，但對方與腹中孩子被爆彈炸死，第二任為自己曾待過的隊伍的部下，但被自己殺死了，也是他第一位「拍攝的對象」
第五章時與靜和前往餐廳參觀聖女的最終決戰
在47話遇到西朋洛並邀請一同觀賞最終決戰並告知討伐士的真實。
在最終決戰結束後質問西朋洛為何要打倒魔王時被反問相同的問題，但只說自己已經無法回頭了。
對於選擇「夥伴」的基準是讓容易死掉的夥伴當作誘餌，讓有一定實力的人成為夥伴這樣自己什麼都可以不用做，而實力不上不下 難以操控的人則不讓他成為夥伴。
在連載版中的結局裡成功的討伐第23代魔王中的阿爾米後因零距離吸入過多的孢子而被感染，已經到了無法醫治的程度，在向弗德爾的妹妹表示自責之後自願被她殺害。
名字「Shelim」意思為黏液。
阿茲特·艾利克修萊姆
職業:討伐士
出生:Layer_6  等級:6
可使用技能:主人公補正、 人造人農場
初登場:web版30話
別名:「燒瓶的討伐士」，武器是鞭子，可使用煉金術士技能「人造人農場」製造出人造人並殺掉從而獲得人造人的等級，對於主人公補正的發動方式來說是及有效率的方法。阿茲特表示自己終究是討伐士不是煉金術士，所以做出來的人造人是不完全的，而且壽命很短。
以可可為原型量產人造人，為了獲得製作人造人所需的肉片而殺掉了可可，但其實是可可親手殺掉自己的複製人所做出來的假象，但之後被依托卡瓦發現，為了處罰他們而派遣魔王去往他們所在的水枷之鎮。
在第四章最後魔王來襲前向菈琪雅透露自己雖然已經殺了上百人，但聽到的「嗚呼」聲也就只是那一個人的而已後違背菈琪雅的命令與可可一同前去和魔王戰鬥，在可可自殺後向可可保證會好好使用她的心臟，最後與第23代魔王中的傀儡士同歸於盡。
名字「Azoth」為煉金術用語中的水銀，「elix」為萬能藥，「Shelim」為黏液。
毘薩·紺蒂修萊姆
職業:討伐士
出生:？？？  等級:1
可使用技能:主人公補正
初登場:web版41話
別名:「聖女的討伐士」
為layer3的宗教團體「阿貝巴基」的聖女
曾向卡爾瓦多透漏可以的話比起討伐士更想當歌手，但被批評唱的不好聽。
49話時透露第一次使用主人公補正時的情況
55話時因只體驗過一次個位數等級的主人公補正導致身體無法負荷四位數的提升導致黑膽汁暴走，在此時也得知卡爾瓦多真正的想法，於57話因身體承受不住而各處崩解，最後崩潰放聲大笑被發射而來的粒子砲消滅。

### 觀測士
這邊只會介紹有負責本次魔王和討伐魔王的討伐士的觀測士
依托卡瓦
職業:觀測士
出生:Layer_7  等級:???
可使用技能:薛定萼
初登場:web版08話
所屬:第七觀測所
第七觀測所所長，靜等人的上司，會對下屬進行性騷擾，薛定萼基盤在胸前，是稀少的男性觀測士。
第23代魔王的觀測士擔當，在第三章中為了解決團長擅自增加的魔王而把蕾蒂娜派去當時只有托爾薩一位討伐士所在的Layer3。在第四章中對欺騙了自己的可可感到生氣，為了處罰他們把謝培提諾派去可可等人所在的水枷之鎮。
在連載版中的結局裡被提拔到更高階的職位
名字「Daiginjo」為一種清酒，「Virgo」為黃道十二宮中的處女座。
卡爾瓦多·布萊德布蘭
職業:觀測士
出生:???等級:55
可使用技能:薛定萼
初登場:web版29話
所屬:第七觀測所
第七觀測所副所長，no bra & no pants。 全身都刻入了薛定萼基盤，擁有「亂姬」的稱號。
聖女的觀測士擔當。
靜的老師，曾因有在layer2的觀測所中殺害9名同期的觀測士的嫌疑而被拘捕，被隨後趕到的依托卡瓦接收到第七觀測所。
總是戴著面具，據本人說面具底下的樣子很醜陋，但依托卡瓦說是個美人。
在55話尾拿掉面具，於56話使用薛定萼基盤將想逃跑的宗教上層幹部全員殺死。
在最後旁觀者聖女的討伐士與其信徒被消滅後返回觀測所。
名字「Calvad」為一種蘋果白蘭地，「Cancer」為黃道十二宮中的巨蟹座。
靜·歐利布雷因
職業:觀測士
出生:Layer_1  等級:40
可使用技能:薛定萼
初登場:web版08話
所屬:第七觀測所
托爾薩的觀測士擔當，跟托爾薩一起旅行，貧血、生理不順的不健康女子，原為娼婦，薛定萼基盤在左手手臂上，在使用薛定萼之後會做惡夢。
在第三章中表示不喜歡白色的衣服，因為覺得自己很「骯髒」所以比起白色更適合穿黑色的衣服，而「靜」這個名字是在接待客人時所用的名字，除此之外的名字並不知道，厭倦了被裝飾好後當作商品賣出去，聽完之後托爾薩對於自己輕率的發言向靜道歉，但被靜說現在的你是在「演戲」嗎。
在第五章得知靜是卡露瓦德的學生，隨後與托爾薩前去觀賞聖女的討伐士的最終決戰。
在連載版中的結局裡在托爾薩被弗德爾的妹妹殺害後轉為負責熱血番長的討伐士，托爾薩死後曾被弄詢問過覺得托爾薩死後綻放的花是什麼顏色的，靜想相信托爾薩也是無怨無悔的死去(白色的花朵)，在第23代魔王全員被討伐後藉由香格尼的能力躲避月亮的觀測過著日子，四年後菈琪雅前去拜訪靜希望她能再次擔任觀測士但是被回絕了。覺得以無數討伐士和他們夥伴的性命為代價換來的世界是醜陋不堪的。
名字「Sizz」為氣泡，「OliveRegen」為橄欖(Olive)和雨(Regen)，「Libra」為黃道十二宮中的天秤座。
佩莉亞
職業:觀測士
出生:??? 等級:46
可使用技能:薛定萼
初登場:web版11話
所屬:第七觀測所
縫合的討伐士的擔當，薛定萼基盤在左大腿上，擁有「狩姬」的稱號，是靜的同事。
所負責的討伐士知道她沒辦法不聽他的命令而做了許多過分的事情。左腿上的薛定萼基盤也因為過度使用而溶解無法恢復原狀。
名字「Perrier」為香檳,「Leo」為黃道十二宮中的獅子座。
可可·菲爾阿蘭
職業:觀測士
出生:??? 等級:50
可使用技能:薛定萼
初登場:web版11話
所屬:第七觀測所
阿茲特的觀測士擔當，薛定萼基盤在右手手腕上，擁有「空姬」的稱號，是靜的同事，和菈琪雅是青梅竹馬。
在第四章中阿茲特為了以可可作為原型量產人造人需要他的肉片而被殺害。但其實只有切下手指，而自己殺害製造出來的人造人來偽造自己的屍體來騙過依托卡瓦，這樣就會在重新發派一位觀測士，只要將新來的觀測士殺掉，就能以他的心臟作為人造人的素材無限生產。但隨後被菈琪雅識破其實可可沒有死，在承認了自己不是人造人而是本人後向菈琪雅說自己找到了死去的理由。
在可可想使用薛定萼殺掉菈琪雅時說自己的計劃早就暴露了，不然就不會派遣菈琪雅過來，因為對象是菈琪雅所以無法下手，而對於這樣的菈琪雅感到憤怒，將可可的薛定萼指向自身說不要一直用自己來當作藉口，導致最後薛定萼射偏了。隨後被月亮觀測到後被所長得知。為了處罰他們而派遣了魔王中的傀儡士去往可可等人所在的水枷之鎮。在最後違背菈琪雅的命令與阿茲特一同前去和魔王戰鬥，和阿茲特約定了希望他能好好使用自己的心臟後使用薛定萼自殺。留下了一具人造人在菈琪雅身邊。
名字「Phenylalan」推測改自「Phenylalanine」為一種食品添加劑，「Aries」為黃道十二宮中的牡羊座。
菈琪雅·特拉瓦利莎
職業:觀測士
出生:??? 等級:34
可使用技能:薛定萼
初登場:web版29話
所屬:第六觀測所
阿茲特的觀測士擔當，薛定萼基盤在右手手臂上，和可可一樣擁有「空姬」的稱號，和可可是親梅竹馬。
在得知可可被阿茲特殺害的消息後接替可可的工作，認為阿茲特使用人造人農場對於主人公補正的發動方式來說是及有效率的方法，但對於以可可為原型製造人造人感到非常厭惡，在第四章後期從多蘭布依口中得知可可本人並沒有死後找到了可可，在可可無法下手殺他時非常生氣的抓著可可的薛定萼指著自己說「不要用自己來當作藉口」要可可對著自己發射薛定萼，但最後還是射偏了。
在魔王襲擊水枷之鎮前向阿茲特表示自己非常討厭討伐士並把在四年前負責接受22代魔王委託的討伐士時被討伐士攻擊所受的傷給阿茲特看。
在最後向阿茲特下達離開水枷之鎮的命令，但阿茲特違反命令與可可前去和魔王戰鬥，在過去時為了救人造人而一起跌落車外，最後在阿茲特與魔王同歸於盡後和可可的人造人在遠方看著。
在連載版中的結局裡四年後因依托卡瓦被提拔到更高階的職位而接替成為第七觀測所所長。
在第24代魔王誕生前找到靜並希望靜可以再次擔任觀測士，但是被拒絕了。
名字「Rakiya」為一種由經過發酵的果實生產的蒸餾酒，「Travarica」為一種草藥白蘭地，「Sagittarius」為黃道十二宮中的射手座。
多蘭布依
職業:觀測士
出生:??? 等級:44
可使用技能:薛定萼
初登場:wbe版33話
所屬:第七觀測所
熱血番長的討伐士的觀測士擔當，薛定萼基盤在後腰，因擁有很強的駭客技術而得到「潛姬」的稱號。
在第四章中從連結月亮的歷史紀錄中得知可可還活著並把這件事告訴了菈琪雅。
在連載版中的結局裡因為了讓自己所負責的討伐士獲勝在背地裡做了許多事，違反了觀測士的中立立場被發現所以接受處罰被分屍。
名字「Drambuie」為一種蜂蜜酒，「Rustynail」為一種雞尾酒(Rusty Nail)，「Scorpio」為黃道十二宮中的天蠍座。
香格尼
職業:觀測士
出生:??? 等級:???
可使用技能:薛定萼
初登場:
所屬:???
只有被提到名字的觀測士，與所負責的討伐士一起失去了行蹤，擁有能夠隔絕觀測的能力而得到「斷姬」的稱號。

### 第23代魔王
本次的魔王為「馬戲團」，等級√-9999，共15位團員，魔王發生的階層為Layer3。
- 每位魔王皆有「本名」與「藝名」兩個名字且每位成員皆對應一種恐懼症

從依托卡瓦口中得知已經很多年沒有出現以組織為媒介的魔王。
團長
職業:影收魔道士
出生:？？？  等級:???
可使用技能:肉塊爆散
初登場:web版09話
魔王權限，最終BOSS，本名不明，為「惡囊的馬戲團」(Cirque du Malebolge)的團長，可以把任何東西收納進自己的影子中，很容易感動就哭。
在收到被認定為第23代魔王的通知信後曾問有沒有團員不想當魔王的可以退出，不過全員都沒有人想退出而感動的大哭，向全員保證一定會完成他們的夙願。
在15話屠殺小鎮時被感動而放走一個小孩子，但馬上就被依托卡瓦罵說哪有放小孩子逃走的魔王而派人殺掉，18話中被蘭蒂娜所感動而讓蕾蒂娜魔王權限化成為魔王。
43話時與團員前去layer3入手超重量型大砲後皮露比諾訴說這次的魔王其實可以藉由親自解散馬戲團來讓魔王終結，但是團長做不到，因為會辜負死去同伴的想法和對死去的民眾失禮。
也像皮露比諾警告若是想從中挑撥團員的話就算是他也會殺死。
「Malacoda」為但丁《神曲》〈地獄篇〉中出場的惡魔，在義大利文中的意思為「惡尾」。
蘭蒂娜·尖端恐懼症（Randina·Belonephobia，連載板為:艾爾敏拉迪那·）　Armilladina·Micofobia
本名:蘭蒂雅(Randia·Dorn·Centifolia)
職業:樹操士(育菌士)
出生:Layer_4 等級:12→魔王權限化√-144·野薔薇姬
可使用技能:纖維融合(菌絲融合) DUFTWOLK(為月季花的一種)
初登場:web版01話
第三章BOSS，原本居住於Layer4，但由於四年前第22代魔王襲擊失去了家人而降到Layer3，請求托爾薩讓自己加入討伐隊被拒絕後憎恨著托爾薩，因自己不幸所以想要讓大家也不幸而請求團長讓自己擁有魔王權限，團長被感動而讓蘭蒂雅轉變為魔王。隨後前去攻擊報道都市並找到托爾薩與他戰鬥，認為托爾薩根本就不能代表正義。在第三章結尾被托爾薩的必殺技集中但沒有死，托爾薩給予最後一擊時懇求托爾薩不要殺她，在死前說自己並沒有任何錯。
藝名「Belonephobia」為尖端恐懼症，會對尖銳的物體感到恐懼。
本名「Randia」為山黃皮屬，「Dorn」為刺「Centifolia」為百葉玫瑰
米莉亞碧娜
本名:米莉亞莉亞·碧斯特洛特(ミリアリア·ビーストロツト/Miriallia-Beastrot)
職業:擔保召喚士·猛獸使者
出生:？？？  等級:√-1024
可使用技能:外部委託
初登場:web版09話
魔王權限，第三章BOSS，原為Layer4的動物園調教師，能以身體的某個部位作為抵押品，召喚出召喚獸攻擊，在第三章時與基亞斯一同介入托爾薩和蘭蒂娜的戰鬥，因召喚獸被托爾薩擊破而失去了右手，隨後與基亞一同離開。說下次再遇到托爾薩的話會以內臟作為抵押全力戰鬥。
第五章時右手裝上了義肢原本也想參與與聖女的最終決戰但被團長以最近才大鬧過請她在後方待機回絕。
基亞古魯諾
本名:基亞斯·古爾斯汀(ギアス·グルステソ/Geass-Glestain)
職業:迴旋士·Cyr Wheel(一輪ラート)
出生:？？？  等級:√-2025
可使用技能:永久機關
初登場:連載版09話
魔王權限，第三章BOSS，原在Layer2的工廠作為動力源，可以以自身作為軸心使用巨大滾輪攻擊，在第三章時與米莉亞介入托爾薩與蘭蒂娜的戰鬥，在與托爾薩的戰鬥中砍斷托爾薩的左腿，隨後與米莉亞一同離開。
本名「Geass」為愛爾蘭傳說中的一種可怕的宗教禁忌咒語，意思為"誓約與禁制" 「Glestain」為刀子。
謝培提諾·巨像恐懼症
本名:Geep-Svankmajer
職業:傀儡士·木偶大師(Marionette Master)
出生:Layer6  等級:√-784
可使用技能:???
初登場:web版09話 (連載版05話)
魔王權限，第四章BOSS，可操縱人偶，原在Layer6開設一間人偶工廠，但是因為某些原因而破產，以不想讓妻子和孩子增加麻煩為藉口，獨自消後失降至Layer3。
十分喜歡這個世界，所以想要盡到魔王的義務，作為魔王被打到，在收到依托卡瓦的通知後，自願前去破壞水枷之鎮，最後與阿茲特同歸於盡。
藝名「Pediophobia」為巨像恐懼症，會對巨大的物體感到恐懼。而「Geppetino」推測可能為木偶奇遇記中皮諾丘的父親的名字蓋比特（Geppetto）改變而來。
薩姆薩諾
本名:???
職業:果實士·奇特的男孩(Freaks Boy)
出生:???  等級:???
可使用技能:???
初登場:web版09話
魔王權限，第八章Boss。在第四章中原本想與莫諾妮娜一同接下去破壞水枷之鎮的命令，但是謝培提諾以人類大炮需要你們兩位的能力為由，而不讓他們參加。
莫諾妮娜
本名:???
職業:信號士·奇特的女孩(Freaks Girl)
出生:???  等級:???
可使用技能:???
初登場:web版09話
魔王權限，第八章Boss。在第四章中原本想與薩姆薩諾一同接下去破壞水枷之鎮的命令，但是謝培提諾以人類大炮需要你們兩位的能力為由，而不讓他們參加。
阿魯魯加諾（ARLGERNO·Apotemnophobia）
本名:Al-Gyrospeare
職業:拔刀士·飛刀者
出生:???  等級:???
可使用技能:戴德金(DEDEKIND)
初登場:web版09話
魔王權限，第五章Boss
和德普奇諾是災害組合
43話時與團長前去layer3入手超重量型大砲
藝名「Apotemnophobia」為截肢恐懼症，會對截肢或截肢的物體感到恐懼。
德普奇諾（DEPHUCHINO·Pyrophobia）
本名:Dephuracha-Lee
職業:火纏士·噴火者
出生:???  等級:???
可使用技能:火達磨(HIDARUMA)
初登場:web版09話
魔王權限,第五章Boss
和阿魯魯加諾是災害組合'
43話時與團長前去layer3入手超重量型大砲
藝名「Pyrophobia」為火焰恐懼症，會對火焰感到恐懼。
皮露比諾
本名:？？？
職業:會計士
出生:???  等級:???
可使用技能:端數處理、天丼帳本
初登場:web版09話
魔王權限，在layer7的「集計都市」因貪污被放逐甚至被通緝，被團長發現並撿回馬戲團。43話時與團長前去layer3入手超重量型大砲後向團長訴說這次的魔王其實可以藉由團長親自解散馬戲團來讓魔王終結，但團長做不到，因為會辜負死去同伴的想法和對死去的民眾失禮。
團長也警告若是想從中挑撥團員的話就算是他也會殺死，但本人並無此想法。
夜皮諾
本名:？？？
職業:泡魔導士·乘玉者
出生:???  等級:???
可使用技能:???
初登場:web版09話
魔王權限,第七章Boss
托多雷諾
本名:德利斯頓(ドリストン)
職業:鏡霧士·幻術師(Illusionniste)
出生:???  等級:???
可使用技能:???
初登場:web版09話
魔王權限,19話時曾詢問過團長真的要讓還只是孩子的蘭蒂雅加入嗎。
第五章參與聖女的最終決戰的戰鬥
麥瑟魯麥諾
本名:？？？
職業:壁魔導士·默劇演員(pantomime)
出生:???  等級:???
可使用技能:???
初登場:web版09話
魔王權限，第五章時參與和聖女的最終決戰的戰鬥

## 次要人物

### WEB版
丹格爾
職業:時空魔道士
等級:156
初登場:web版3話(連載版2話)
為全世界只有5位，發生機率為0.0000001%的時空魔道士職業擁有者，曾參與過第十代魔王的討伐戰，得知討伐士的真相，認為討伐士這職業如同詛咒一般。
知道自己時日不多而讓托爾薩將自己當作飼料使用，在幾周之後因詠唱魔法時間太長而被Bule格雷姆殺死，讓托爾薩能夠先適應三位數的等級。
在連載版中作為治療塔琪安娜的眼睛而留在時鐘都市，在遇到魔王來襲後失去了雙腿。
web版在2017年時在劇情上把他換成了另一位時空魔導士
達瑪茲
職業:取材士
等級:20
初登場:web版18話
為報道都市的記者，找到托爾薩與靜並進行訪問，在正常取材後告知接下來的問題在場的所有人什麼都沒說過也沒聽過後說出關於真名(謚號)的事情，說明自己花了十年終於找到了討伐士的真名「力量等價轉移性黑膽汁職業」，並從關於討伐士零碎的情報中猜出討伐士的真相，雖然只要把這消息報導出去自己就能發跡，但是知道如果想說出去的話就當場被托爾薩殺死而沒有報導。
在托爾薩與蘭蒂娜的戰鬥之後因得到了可以報導托爾薩將魔王擊敗的影像的權利而發跡。
第五章時前往最終決戰的地點拍攝聖女的討伐士與魔王的戰鬥
在連載版中並沒有web版訪問托爾薩的部分，只有拍攝到魔王被托爾薩打倒的畫面。
卡利歐內拉
職業:鐵魔道士
等級:25
初登場:web版20話
為傭兵團的團長，真實身份為第三觀測所的代理人，擁有傭兵團全員的血液，從托爾薩等人一進入報導都市時就一直在觀察。
在托爾薩與靜在餐廳交談的時候把加入傭兵團全員血液的咖啡端給托爾薩喝，得知真相後的托爾薩非常生氣。
魔王來襲時在飛行掃把上面動手腳。在托爾薩與蘭蒂娜的戰鬥結束之後賦予了達茲瑪報導托爾薩擊敗魔王的影像的權利。
上任聖女
職業:討伐士
等級:8
初登場:web版41話
為宗教「阿貝巴基」的上一任聖女，但是沒被選中參加魔王討伐，被宗教視為派不上用場的廢物。最後為了教導年幼的昆莎討伐士的能力喝下毒藥自盡。
西洛朋·佩費洛修萊姆
職業:討伐士
等級:???
初登場:web版47話
自稱「咒眠的討伐士」，為並沒有被選為參加這次魔王討伐的討伐士。很期待自己能夠被選中。在觀看最終決戰的餐廳遇到托爾薩，被托爾薩邀請一同觀看最終決戰的直播。
夥伴有自己的弟弟和女友。不過並不知道討伐士的能力，自己希望在被選中為討伐隊的一員時在告知其真相。
在一同觀賞完最終決戰後，也從托爾薩口中得知討伐士的真相。被托爾薩質問為何想打倒魔王，回答後又反問托爾薩，但托爾薩只說他已經無法回頭了。
最後感謝托爾薩，說自己會再一次好好考慮後便離去。
伽卡拉貝歐
職業:骨魔道士
等級:27
初登場:web版59話
為托爾薩還在layer5時在同一個部隊的朋友，59話時獨自前往layer4月亮所觀測不到的森林，在61話與食人士對話時被槍擊士攻擊。

### 連載版
這裡只會介紹連載版原創人物與劇情更改差異較大的WEB版人物。
艾澤爾基爾
職業:討伐士
等級:34
初登場:連載版08話
別名「繃帶的討伐士」，掌握了多項後天性技能，沒有使用過主人公補正，希望不犧牲任何人就拯救世界，托爾薩非常討厭他。
在第二章中告訴了扎庫和巴蘭討伐士的真相，之後與托爾薩發生了爭執，最後被香格尼阻止後離開。
在結局因馬戲團的魔王被打倒後對無法改變的事實而絕望，精神錯亂後失蹤。
維瑞利奧·剛·維珍
職業:起爆士
等級:???
初登場:連載版16話
為報道都市的市長，知道討伐士的真相，在托爾薩與阿爾敏的戰鬥結束之後拒絕了各市長以市民來換取援助的方案，最後希望弄與托爾薩等人一同旅行，和弄約定好在討伐士打倒魔王前會一直等他回來。
弄諾梅普·蓋斯柯特
職業:拔刀士
等級:28
初登場:連載版16話
為維珍的秘書官，是中央調律局派遣來店管理階層的人，任務是「向特定權力者傳達真相」，針對魔王和討伐士的情報考慮風險控制等工作。非常尊敬維珍，討厭所有與魔王有關的人。
在魔王來襲時阻止托爾薩逃跑且給予傭兵團所有人的血並趕跑了達瑪茲。在魔王戰結束之後維珍希望自己能和托爾薩一起旅行，所以與維珍約定好在討伐士打倒魔王前會一直等他回來。隨後放棄了管理階層的地位與托爾薩一起旅行，在托爾薩死後與靜一起到了熱血番長的討伐士身邊見證魔王被消滅的一刻。

## 其他人物

### WEB版
賽夢莉娜
職業:夢魔道士
可使用技能:瞬時白日夢
初登場:web版1話(連載版1話)
托爾薩的夥伴之一，在第一章時被Bule史萊姆所殺害。
在被殺死之前向托爾薩求救過，但被托爾薩無視了。
葛魯澤邦
職業:槍擊士
可使用技能:鷹之眼
初登場:web版1話(連載版1話)
托爾薩的夥伴之一，在第一章時被Bule史萊姆所殺害。
凱因
職業:拳鬥士
可使用技能:外筋強化
初登場:web版1話(連載版1話)
托爾薩的夥伴之一，在第一章時被Bule史萊姆所殺害。
娜美
職業:雙劍士
等級:18
初登場:web版04話
托爾薩的夥伴之一，主動與托爾薩接吻後發生了關係，對托爾薩來說省去了簽訂夥伴契約的麻煩，在第一章時被Blue Dragon攻擊失去了右手，隨後被托爾薩殺死。
薩魯托比
職業:音速士
等級:8
初登場:web版04話
托爾薩的夥伴之一，在第一章時被Blue Dragon攻擊而死。
葛蘭瑪斐安
職業:腋魔道士
等級:18
初登場:web版04話
托爾薩的夥伴之一，在第一章時被Blue Dragon攻擊而死。
基利
職業:爪鬥士
初登場:web版10話
托爾薩的夥伴之一，是以金錢僱用而來的，在第二章時聽到托爾薩與靜的對話得知討伐士的秘密後前去找托爾薩理論，在要殺死托爾薩時被靜的薛定萼擊中而死。
敦特
職業:壁魔道士
初登場:web版10話
托爾薩的夥伴之一，是以金錢僱用而來的，在第二章時聽到托爾薩與靜的對話得知討伐士的秘密後前去找托爾薩理論，基利被殺死後為了封口而被托爾薩殺死。
珊嘉
職業:照明士
等級:11
初登場:web版18話
和達茲瑪為同一個公司的同事，為第三觀測所派出的機密工作員。
查津
職業:攝影士
等級:17
初登場:web版18話
和達茲瑪為同一個公司的同事。
報道都市專屬魔術系傭兵團
總共八位成員，除了團長外全員並不知道自己是為了魔王來襲時作為給予討伐士的飼料而存在的。
Jane
職業:爆魔道士
等級:15
初登場:web版18話
傭兵團成員之一，在魔王來襲時因為上場的夥伴多莫名其妙的死亡和團長詭異的笑容而發覺有問題想要逃跑，但最後被托爾薩給殺了。
Jun
職業:鐮魔道士
等級:15
初登場:web版18話
傭兵團的成員之一，在魔王戰時因為飛行掃把出問題，眼睛插中天線而死。
Jiyon
職業:麵魔道士
等級:14
初登場:web版21話
傭兵團的成員之一，在魔王戰時被蘭蒂娜放出的荊棘殺死。
Njo
職業:死靈術士
等級:15
初登場:web版21話
傭兵團的成員之一，在魔王戰時因飛行掃把出問題掉落地面而死。
Joen
職業:砲術士
等級:18
初登場:web版21話
傭兵團的成員之一，在魔王戰時被蘭蒂娜放出的荊棘殺死。
Joan
職業:雨術士
等級:13
初登場:web版21話
傭兵團的成員之一，在魔王戰時被蕾蒂娜放出的荊棘殺死。
John
職業:禿魔道士
等級:20
初登場:web版21話
傭兵團的成員之一，在魔王戰時立了死亡Flag後被蘭蒂娜放出的荊棘殺死。

### 連載版
這裡只會介紹連載版原創人物與劇情更改差異較大的WEB版人物。
丹姆格
職業:結界士
等級:18
初登場:連載版02話
托爾薩的夥伴之一，在第一章時被Blue Dragon攻擊而死。
亞雪
職業:聖騎士
等級:25
初登場:連載版02話
托爾薩的夥伴之一，在第一章時主動與托爾薩接吻後發生了關係，對托爾薩來說省去了簽訂夥伴契約的麻煩，在第一章時被Blue Dragon攻擊失去了左腿，隨後被托爾薩殺死。
弗德爾
職業:鼻魔道士
等級:11
初登場:連載版02話
托爾薩的夥伴之一，在第一章時為了妹妹的治療費而請求托爾薩讓自己加入討伐隊，在最後與Blue Dragon的戰鬥中被托爾薩殺死。
塔琪安娜
職業:建築士
等級:???
初登場:連載版02話
弗德爾的妹妹，因眼睛看不到所以接受了丹格爾的治療，在魔王襲擊時鐘都市時得知自己的哥哥已經死亡，在逃過魔王襲擊後失去了左手。
在最後為了替哥哥報仇而對托爾薩開了一槍後聽到托爾薩自願被自己所殺而朝著托爾薩頭部開槍。
札庫
職業:冰柱士
等級:29
初登場:連載版07話
托爾薩的夥伴之一，是以金錢僱用而來的，在第二章時從艾澤爾基爾口中得知討伐士的秘密後前去找托爾薩理論，在要殺死托爾薩時被靜的薛定萼擊中而死。
巴蘭
職業:釣士
等級:22
初登場:連載版07話
托爾薩的夥伴之一，是以金錢僱用而來的，在第二章時從艾澤爾基爾口中得知討伐士的秘密後前去找托爾薩理論，在要被托爾薩殺死時被艾澤爾基爾所救。
高爾傑
職業:建築士
初登場:連載版24話
鋼筋都市市長，在魔王襲擊報道都市後前來給予援助，但由於報道都市的預算不夠而向維珍提出「200名20級以上的環境系職業來鋼筋都市」的替代方案，但是被拒絕了。
古爾塔倫
職業:清掃士
初登場:連載版24話
清潔都市市長，在魔王襲擊報道都市後前來給予援助，但由於報道都市的預算不夠而向維珍提出「50名30級以上的定義系職業來清潔都市」的替代方案，但是被拒絕了。
羅蘭莎
職業:彩色士
初登場:連載版24話
裝飾都市市長，在魔王襲擊報道都市後前來給予援助，但由於報道都市的預算不夠而向維珍提出「300名25級以上的執行系職業來裝飾都市」的替代方案，但是被拒絕了。

## 用語

### 世界觀
這個世界以一根柱子為軸分為了七個階層(LAYER)。而各階層地圖上的名字取自於希臘神話中的普勒阿得斯七姊妹 分別為
LAYER7 「？？？」邁亞(Maia)
LAYER6 「享樂的階層」厄勒克特拉(Electra)
LAYER5 「戰亂的階層」塔宇革忒(Taygete)
LAYER4 「自然的階層」阿爾庫俄涅(Alcyone)
LAYER3 「悠久的階層」刻萊諾(Celaeno)
LAYER2 「產業的階層」斯忒洛珀(Sterope)
LAYER1 「廢棄物的階層」墨洛珀(Merope)
每一個階層裡都專門設置了一個「觀測所」,被委任對該階層下方任何地方進行觀測。

### 職業
每個人一出生就已經決定好自己的職業，但是想要知道必須去接受檢查，職業是「設計者的機率」所以並不會遺傳。
每個職業都有不同的初始等級範圍，例如觀測士是30～50，討伐士是1,且每個職業的等級提升條件都不同，例如討伐士的是「將怪物打倒」。
每個職業都有自己能夠使用的技能，也有可以靠學習取得其他職業的後天性技能，但是威力會不如該職業的使用者。

### 管理省
觀測並管理這整個世界。

### 月亮
分為「晝之月」與「夜之月」輪流監視這個世界，而觀測士擁有與月球連結到權限。

### 觀測所
每一階層都設置了一座觀測所，負責對自己所屬階層以下的所有事物進行觀測，而階層越高的觀測所擁有越多的權限。

### 關於魔王&魔王系統
魔王是給世界帶來負面影響的事物的俗稱，任何事物或現象都有可能羽化為魔王。
自從導入魔王系統後每四年就會誕生一次魔王。
魔王所擁有的是虛數等級，所以一般人並沒有辦法給予魔王傷害。
魔王核心
魔王的核心，是作為擊破魔王的重要關鍵。
擊破魔王的方法有兩種。一種是魔王核心的物理性破壞，另一種是切斷魔王核心的動力源,即討伐魔王成員。

### 討伐士
所有職業中唯一一個能夠將造成的傷害加算到上限數值999，為了擊敗魔王而進行特化設計出的「物理系最強職業」。
固有技能「主人公補正」是能將死去的夥伴的等級轉移到自身的能力，在使用時頭髮會變為白色,眼白變為黑色。
討伐士體內所流的不是血而是黑膽汁，使用技能時會將掃描到的等級轉化為黑膽汁流入體內和武器上，使攻擊威力大幅上升，但是使用主人公補正取勝並不會獲得經驗值且會隨著吸收越多的等級而讓肉體產生非常大的負擔。
由於討伐士的技能一旦被得知後就無法戰鬥，所以管理側一直隱瞞著討伐士的能力。

### 觀測士
管理層面的職業，在身上某處會有薛定萼基盤
擁有與月球連結到權限。觀測士的工作是對自己所屬階層以下的所有事物進行觀測，階層越高所能獲得的權限也越多，因為月亮的移動週期與月經週期有聯繫，所以99%的觀測士都是女性，男性觀測士非常稀少。

### 其他
「夥伴」
討伐士所說的夥伴並不是只信賴的程度，而是指在死後能夠將等級轉移到自己身上的人，成為夥伴的條件是討伐士攝取到對方的體液，而一個人不能同時簽訂兩份契約，新的契約會覆蓋舊的契約。
「真名」(謚號)
「討伐士」「觀測士」這些名字，是將本來的性質簡略化後顯現出來的表面上的表現。
例如取材士的真名為「電子情報保存職業」，討伐士的真名為「力量等價轉移性黑膽汁職業」等。
最終決戰
為討伐士與觀測所申請通過後即可與魔王參與的最終決戰。
而最終決戰的“最終”並不是指與魔王的最後一場戰役，而是指這是對該討伐士而言的「終末」
M.O.N.Star
全名為「至死性Nendo物體星捆包型」(Mortal Object by Nendo in the Star)
為管理省以名為Nendo的岩石所製作出來的自立生物，捆包在星形物體裡，以流星的方式墜落於地面，而墜落的地方會產生M.O.N.Star。
虛數因子表面塗料
由於魔王的等級是由虛數值所構成，所以物理性的實數值無法造成傷害，所以需要以「虛數攻擊」將數值相乘進行中和，從而將魔王破壞。所以需以虛數因子表面塗料將武器進行虛數化。
彩虹之淚
為製造人造人所需的材料，存在於上位階層的底面，有著變化為各種顏色的性質，色相、明度取決於月亮的位置，有著表現下位階層的「天空」的作用。

## 出版書籍
| 卷數 | 史克威爾艾尼克斯 | 史克威爾艾尼克斯       |
| 卷數 | 發售日期         | ISBN                   |
| ---- | ---------------- | ---------------------- |
| 1    | 2015年2月25日    | ISBN 978-4-7575-4568-7 |
| 2    | 2015年9月25日    | ISBN 978-4-7575-4702-5 |
| 3    | 2015年12月25日   | ISBN 978-4-7575-4844-2 |
| 4    | 2016年4月13日    | ISBN 978-4-7575-4964-7 |
| 5    | 2016年10月25日   | ISBN 978-4-7575-5133-6 |

## 小説
『役職ディストピアリ〜紅玉の討伐士と命喰らいの僕〜』

## 外部連結
《役職物語 WEB連載再開》（页面存档备份，存于）